# Такехара
Такеха́ра (яп. 竹原市 Такэхара-си) — город в Японии, находящийся в префектуре Хиросима. Площадь города составляет 118,30 км², население — 27 018 человек (1 июля 2014), плотность населения — 228,39 чел./км².

## Географическое положение
Город расположен на острове Хонсю в префектуре Хиросима региона Тюгоку. С ним граничат города Михара, Хигасихиросима, Имабари и посёлок Осакикамидзима.

## Население
Население города составляет 27 018 человек (1 июля 2014), а плотность — 228,39 чел./км². Изменение численности населения с 1980 по 2005 годы:
| 1980 | 36 895 чел. |  |
| 1985 | 36 286 чел. |  |
| 1990 | 34 771 чел. |  |
| 1995 | 33 451 чел. |  |
| 2000 | 31 935 чел. |  |
| 2005 | 30 657 чел. |  |

## Символика
Деревом города считается бамбук, цветком — цветок сливы японской.